# Ndogtima-Nyong
Ndogtima-Nyong est un village de la Région du Littoral du Cameroun, situé dans la commune d'Édéa Ier. On y accède par la route qui lie Edéa à Dehane puis sur la piste rurale le long du Nyong.

## Population et développement
En 1967, la population de Ndogtima-Nyong était de 165 habitants. La population de Ndogtima-Nyong était de 181 habitants dont 92 hommes et 89 femmes, lors du recensement de 2005. Elle est essentiellement composée de BAKOKO.